# Hubert Kretschmer
Hubert Kretschmer (* 1. März 1950 in Grainau) ist ein deutscher Künstler, Verleger und Kunstpädagoge sowie Gründer des Archive Artist Publications in München. Neben seiner Sammler- und Archivtätigkeit arbeitet er seit den 1970er Jahren außerdem als Kurator.

## Leben
Hubert Kretschmer wurde in Grainau bei Garmisch-Partenkirchen geboren. 1969 begann er an der Ludwig-Maximilians-Universität München (LMU) Kunstgeschichte zu studieren, wechselte aber 1970 an die Akademie der Bildenden Künste München (ADBK) in den Studiengang Kunst (Lehramt für Gymnasium). Zeitgleich verfolgte er sein Kunstgeschichtsstudium weiterhin, zeitweise auch in Kombination mit Archäologie und Philosophie. 1974 schloss er das Kunstpädagogikstudium mit dem ersten Staatsexamen an der ADBK ab. Daraufhin folgte ein zweijähriges Referendariat an einer Schule in Kempten (Allgäu) und das zweite Staatsexamen 1977.
Bereits 1972 erhielt Kretschmer Lehraufträge an den Fachhochschulen für Gestaltung in München und Würzburg, die er bis 1992 innehatte. Seine Schwerpunkte lagen dabei in den Bereichen Siebdruck, Technisches Zeichnen und Fotografie. Parallel dazu war er ab 1978 als Kunsterzieher an anderen Gymnasien in Heidelberg, dann Darmstadt und zuletzt in München beschäftigt. Bis 2021 arbeitete er fast durchgehend an der Samuel-Heinicke-Fachoberschule für Gestaltung in München.
Neben seiner Tätigkeit in der Schule engagierte sich Kretschmer auch in der Kunst- und Bildungsförderung. Er war langjähriges Jury-Mitglied für den Europäischen Wettbewerb zunächst für Hessen, später für Bayern, sowie Mitglied der Jury des bayerischen Crossmedia-Wettbewerbs. Von 2001 bis 2009 war er Vorsitzender der LAG Medien e.V. (Lehrerarbeitsgemeinschaft Neue Medien) und Mitglied im Kunstrat Bayern. Zwischen 2002 und 2013 war er zudem Referent an der Akademie für Lehrerfortbildung und Personalführung (ALP) in Dillingen. Von 2005 bis 2011 fungierte er als Medienreferent des BDK Bayern, dem Fachverband für Kunstpädagogik, und war von 2011 bis 2014 weitere drei Jahre im Vorstand tätig.

## Werk
Neben seiner Lehr- und Bildungstätigkeit war Hubert Kretschmer auch als freier Künstler und in der Kunstszene aktiv. Von 1976 bis 1982 war er Mitglied der Produzentengalerie in der Adelgundenstraße in München, wo er insbesondere in den Bereichen Presse und Kuratierung tätig war. Ende der 1970er Jahre gründete er das Archiv Archive Artist Publications (AAP), das er bis heute leitet und dessen umfangreiche Sammlung er kontinuierlich erweitert. Kretschmers Ziel mit dem AAP ist es, eine Plattform für Künstlerinnen und Künstler sowie ein Forum für internationale Künstlerpublikationen zu schaffen und den Austausch zwischen Kunstschaffenden, Fachleuten und Kulturinteressierten zu fördern. Im Mittelpunkt stehen daher nicht bestimmte Formate, sondern das Bestreben, kulturelle Momente und deren Träger zu dokumentieren und sie der Öffentlichkeit und Forschung zur Verfügung zu stellen. Viele der im Archiv vertretenen Künstlerinnen und Künstler kennt Kretschmer persönlich, unter anderem von Kunst- und Buchmessen und als Teilnehmer und Kurator verschiedener Ausstellungen und nicht zuletzt aufgrund seiner Tätigkeit als Verleger.
Auch durch Leihgaben Kretschmers ist die Sammlung immer wieder auf Ausstellungen vertreten und zugänglich. Zu den bekanntesten Formaten zählt die seit 2019 jährlich stattfindende (Ausnahme 2020) Super Books, eine von Kretschmer initiierte Reihe in Kooperation mit dem Haus der Kunst München. Diese Veranstaltung präsentiert nicht nur Teile der AAP-Sammlung, sondern bietet auch kleinen und Independent-Verlagen eine Plattform, ihre Werke vorzustellen. Neben dem Haus der Kunst und dem AAP sind die Bayerische Staatsbibliothek, die Akademie der Bildenden Künste München und die Kunsthochschule Kassel Teil der Veranstalter.
Die langjährige Verbundenheit von Hubert Kretschmer zum Verlagswesen besteht ebenso lange wie das Archiv selbst. 1980 gründete Kretschmer den Verlag Hubert Kretschmer, mittlerweile als icon Verlag Hubert Kretschmer firmiert. Wie beim Archiv ist das Ziel des Verlags, Künstlerinnen und Künstlern die Möglichkeit zu bieten, ihre Arbeiten zu veröffentlichen und gesellschaftliche sowie politische Entwicklungen zu dokumentieren. Der Verlag veröffentlicht eine breite Palette von Formaten, darunter Künstlerbücher, Zines, Magazine und Editionen, sowie Ausstellungskataloge, wie etwa zur Ausstellung "Lee Mingwei: 禮 Li, Geschenke und Rituale" (2021) in der Villa Stuck in München, mit der Kretschmer regelmäßig zusammenarbeitet.

## Publikationen (Auswahl)

### Künstlerpublikationen
- Kretschmer, H. (2000): Seismographics – a photo journey, München: icon Verlag; ISBN 978-3-928804-13-4.
- Dusanek, I. & Kretschmer, H. (1991): Bild-Lexikon, Teil: 1 – Mercedes-Benz, Personenwagen, München: icon Verlag; ISBN 978-3-928804-00-4.
- Kretschmer, H. (1978): Konkrete, visuelle und konzeptionelle Gedichte und anderes und ähnliches – 71 Arbeiten, München: Selbstverlag. (DNB 780631943)

### Autorenschaft (Auswahl)
- 1981: Künstlerbücher – Objektbücher, in: Frankfurter Idee, Frankfurt am Main.
- 1981: Künstlerbücher, in: Frankfurter Idee, Nr. 2, Frankfurt am Main.
- 1981: Mailart, in: Frankfurter Idee, Nr. 4, Verlag Frankfurter Idee: Frankfurt am Main.
- 1981: Stile nach der Avantgarde, in: Frankfurter Idee, Nr. 25, Frankfurt am Main.
- 1982: Die neue Kunst des Büchermachens (Übersetzung eines Textes von Ulises Carrión), in: Wolkenkratzer Nr. 3, Frankfurt am Main.
- 2017: Die neue Kunst des Büchermachens (Übersetzung eines Textes von Ulises Carrión, überarbeitete Version), in: documenta 14 Reader, Kassel.

### Herausgeberschaft (Auswahl)
- 1980: Joseph Beuys & Volker Wilczek: entfernter Schauplatz, Darsteller: Joseph Beuys, München Verlag Distribution Kretschmer & Großmann; ISBN 978-3-923205-05-9.
- 1981: Istvàn Laurer: Cretans Men (1900), München/Frankfurt am Main: Verlag Distribution Kretschmer & Großmann; ISBN 978-3-923205-80-6.
- 1983: Ginny Lloyd: Blitzkunst – or have you ever done anything illegal in order to survive as an artist?, Frankfurt am Main: Verlag Distribution Kretschmer & Großmann, ISBN 978-3-923205-34-9.
- 1983: Alexeij Sagerer: Der Fernseher ist der Gipfel der Guckkastenbühne, Frankfurt am Main: Verlag Distribution Kretschmer & Großmann; ISBN 978-3-923205-85-1.
- 1986: Joyce Cutler Shaw: Alphabet of bones, Darmstadt: Verlag Distribution Kretschmer & Großmann; ISBN 978-3-923205-32-5.
- 1986: Artur Brall: Künstlerbücher, Artists‘ Books, Book as Art, Darmstadt: Verlag Distribution Kretschmer & Großmann; ISBN 978-3-923205-65-3.
- 2000: Christoph Mauler: Schwarz-Weiße Arbeiten, München: icon Verlag; ISBN 978-3-928804-14-1.
- 2006: Georg Gaigl: aggregatzustand – Décalcagen 2006, München: icon Verlag; ISBN 978-3-928804-60-8.
- 2007: Richard Schur: Richard Schur – der weiße Katalog, München: icon Verlag: ISBN 978-3-928804-61-5.
- 2012: Uwe Göbel & Gerhard Johann Lischka & Johannes Nathow: 01. Plakartive 2012, München: icon Verlag; ISBN 978-3-928804-15-8.
- 2013–2015: Rüdiger Hoyer & Hubert Kretschmer (Hrsg.): Zines #1-3 – Künstlerzeitschriften aus der Sammlung Hubert Kretschmer (Zeitung zur Ausstellungsreihe), München: icon Verlag; ISBN 978-3-928804-71-4.
- 2014: Miriam Althammer & Christian Landspersky & René Landspersky: what remains gallery 2009–2014, München: icon Verlag, ISBN 978-3-928804-67-7.
- 2015: Reinhard Grüner: Erinnerungen. Memories. Vzpominky., München: icon Verlag; ISBN 978-3-928804-31-8.
- 2016: James Geccelli: Doppelte Bewegung – Double Movement, München: icon Verlag; ISBN 978-3-928804-41-7.
- 2017: Wolfgang L. Diller & Bernhard Springer: Plastic Indianer Gesamtausgabe Band 1 & 2, München: icon Verlag, ISBN 978-3-928804-79-0.
- 2018: Beatrice Hernad & Hubert Kretschmer & Jürgen O. Olbrich & Rainer Resch: ObjektMagazineObject, München: icon Verlag; ISBN 978-3-928804-83-7.
- 2019: Lisa Fuhr: We Are Cypriots / Wir sind Zyprer, München: icon Verlag; ISBN 978-3-928804-95-0.
- 2020: Berengar Laurer: Dämon nett Dämon Verschiedenes, München: icon Verlag; ISBN 978-3-946803-67-6.
- 2020: Frank Herzog: Gehirnforschung, München: icon Verlag; ISBN 978-3-946803-73-7.
- 2020: Katharina Keller & Gerhard Müller-Rischart & Magnus Müller-Rischart: JAJA – NEINNEIN -VIELLEICHT – 15. RischArt_Projekt, München: icon Verlag; ISBN 978-3-946803-61-4.
- 2021: Stefania Kuszlik: STADT der Wörter, München: icon Verlag; ISBN 978-3-946803-74-4.
- 2021: Michael Buhrs & Anne Marr: Lee Mingwei – Li, Geschenke & Rituale_Fabric of Memory – The Living Room, München: icon Verlag, ISBN 978-3-946803-97-3.
- 2023: Albert Coers & Barbara Kahle & Notburga Karl: 200 Jahre Kunstverein Bamberg – 200 Jahre Sehnsucht, München: icon Verlag; ISBN 978-3-946803-15-7.
- 2023: Alexander Steig: Geliehene Ansichten – 5 Einstellungen zu Johann Heinrich Vogeler, München: icon Verlag; ISBN 978-3-946803-23-2.
- 2024: Lukas Picard: Müde Zines, München: icon Verlag; ISBN 978-3-689-19022-4.
- 2024: Harry Sternberg: pin up poesie, München: icon Verlag; ISBN 978-3-946803-19-5.
- 2024: Luca Antonio Capelletti & Andrea Lesjak: Chillichicks, München: icon Verlag; ISBN 978-3-946803-26-3.